# Sergej Bydtajev
Sergej Bydtajev (rusky: Сергей Быдтаев; v anglickém přepisu Sergei Bydtaev; * 7. června 1997, Kaliningrad) je ruský reprezentant ve sportovním lezení, juniorský mistr Evropy v lezení na obtížnost.

## Výkony a ocenění

### Závodní výsledky
| Mistrovství světa | Mistrovství světa |
| Rok               | 2016              |
| ----------------- | ----------------- |
| Obtížnost         | 29-31             |

| Světový pohár | Světový pohár | Světový pohár | Světový pohár | Světový pohár |
| Rok           | 2014          | 2015          | 2016          | 2017          |
| ------------- | ------------- | ------------- | ------------- | ------------- |
| Obtížnost     | 77-78         | 57-59         | 48-49         | 48-1          |
| jednotlivě*   | ,30,          | ,35,27,       | ,19,          | ,34,27,31,    |

* poznámka: nalevo jsou poslední závody v roce
| Mistrovství Evropy | Mistrovství Evropy |
| Rok                | 2017               |
| ------------------ | ------------------ |
| Obtížnost          | 45                 |

| Mistrovství světa juniorů | Mistrovství světa juniorů | Mistrovství světa juniorů | Mistrovství světa juniorů | Mistrovství světa juniorů |
| Rok                       | 2015 kat. B               | 2015 kat. A               | 2015 junioři              | 2016 junioři              |
| ------------------------- | ------------------------- | ------------------------- | ------------------------- | ------------------------- |
| Obtížnost                 | 12                        | 12                        | 5                         | 4                         |
| Bouldering                | —                         | —                         | 21                        | 16                        |

| Mistrovství Evropy juniorů | Mistrovství Evropy juniorů | Mistrovství Evropy juniorů | Mistrovství Evropy juniorů | Mistrovství Evropy juniorů | Mistrovství Evropy juniorů |
| Rok                        | 2012 kat. B                | 2013 kat. A                | 2014 kat. A                | 2015 junioři               | 2016 junioři               |
| -------------------------- | -------------------------- | -------------------------- | -------------------------- | -------------------------- | -------------------------- |
| Obtížnost                  | 14                         | 4                          | 7                          | —                          | 1                          |
| Rychlost                   | 6                          | —                          | —                          | —                          | —                          |
| Bouldering                 | —                          | 26                         | 9                          | 11                         | 10                         |

style="background-color:#cc9966;"|3
| Evropský pohár juniorů | Evropský pohár juniorů | Evropský pohár juniorů | Evropský pohár juniorů | Evropský pohár juniorů | Evropský pohár juniorů |
| Rok                    | 2011 kat. B            | 2012 kat. B            | 2014 kat. A            | 2015 junioři           | 2016 junioři           |
| ---------------------- | ---------------------- | ---------------------- | ---------------------- | ---------------------- | ---------------------- |
| Obtížnost              |                        |                        |                        |                        |                        |
| jednotlivě*            |                        |                        |                        |                        |                        |
| Rychlost               |                        |                        |                        |                        |                        |
| jednotlivě*            |                        |                        |                        |                        |                        |
| Bouldering             |                        |                        |                        |                        |                        |
| jednotlivě*            |                        |                        |                        |                        |                        |

* poznámka: nalevo jsou poslední závody v roce